# Parafia św. Wawrzyńca w Tubądzinie
Parafia Świętego Wawrzyńca w Tubądzinie – parafia rzymskokatolicka, znajdująca się w diecezji włocławskiej, w dekanacie sieradzkim II. 